# 서치 2
《서치 2》(영어: Missing)는 2022년 미국의 미스터리 스릴러 영화로, 2018년 영화 《서치》의 후속작이다. 스톰 리드, 조아킹 드 알메이다, 켄 렁, 다니엘 헤니, 에이미 랜데커, 니아 롱이 출연했으며, 전편의 편집자였던 윌 메릭과 닉 존슨 콤비가 감독을 맡았다.

## 줄거리
18세 소녀 준은 엄마 그레이스와 로스앤젤레스 교외에서 단둘이 살고 있다. 엄마의 지나친 간섭에 짜증을 느끼던 준은 엄마가 새 남자친구 케빈과 콜롬비아로 휴가를 떠나자 자유를 만끽한다. 그러나 일주일 후, 엄마와 케빈은 공항에 나타나지 않고 호텔에서도 짐을 찾지 않았다는 사실을 알게 된다. FBI의 도움도 받지 못하자 준은 직접 엄마를 찾기 위해 조사를 시작한다.
준은 케빈의 이메일 계정을 해킹하여 그의 여러 가명과 사기 전과를 발견하고, 케빈이 엄마를 납치했다고 의심한다. 콜롬비아 현지에서 일하는 하비에르의 도움을 받아 케빈의 과거 행적을 추적하던 중, 준은 그가 개심한 목사와 재활센터에 있었다는 것을 알게 된다. 하지만 FBI 요원이 보여준 납치 영상이 조작된 것이라는 사실을 밝혀내면서 준의 의심은 더욱 커진다. 준은 케빈이 엄마를 사칭한 배우를 고용했고, 진짜 엄마는 이미 공항으로 가는 길에 납치되었다는 것을 알게 된다. 과거 엄마의 또 다른 이름이 밝혀지며 온라인에서는 엄마에 대한 추측이 난무한다.
엄마의 결백을 믿는 준은 엄마와 케빈 사이에 암호화된 통신이 있었고, 엄마의 변호사 친구인 헤더가 관련되어 있음을 발견하고 헤더를 추궁하려 하지만, 헤더는 이미 살해당한 채 발견된다. 경찰이 수사에 참여하던 중, 준은 케빈이 경찰 급습 과정에서 사살된 것을 알게 된다. 절망에 빠지려던 준은 엄마의 이메일 비밀번호를 찾아 협박 이메일을 발견하고, 케빈이 설치한 보안 카메라에서 과거 가족 휴가지였던 네바다의 버려진 집을 발견한다. 그곳에서 준은 자신의 아버지가 살아있다는 사실과 함께 모든 사건이 아버지의 복수극이었다는 사실을 알게 된다.
사실 준의 아버지는 과거 마약 중독으로 가족을 위험에 빠뜨렸고, 엄마는 준을 보호하기 위해 그가 암으로 죽었다고 거짓말을 한 것이었다. 복수를 계획한 아버지는 감옥에서 만난 케빈을 시켜 엄마에게 접근, 엄마를 납치하고 준을 유인한다. 아버지는 납치한 준을 버려진 집으로 데려오고, 엄마가 도망치려 하자 총을 쏜다. 죽어가는 엄마는 아버지를 찔러 죽이지만, 그 역시 사망한다. 준은 납치당할 때 켜놓았던 노트북의 카메라를 통해 구조 요청을 보내고, 마침내 엄마와 함께 구출된다. 1년 후, 엄마는 회복하고 준은 대학생이 된다. 이들의 이야기는 범죄 다큐멘터리로 제작되고, 준은 엄마와 하비에르가 친구가 되도록 해준다.

## 출연
- 스톰 리드 - 준 앨런 역
- 니아 롱 - 그레이스 앨런 역
- 조아큄 드 알메이다 - 하비에르 "하비" 라모스 역
- 켄 렁 - 케빈 린 역
- 다니엘 헤니 - 일라이자 박 FBI 요원 역
- 에이미 랜데커 - 헤더 더모어 역
- 팀 그리핀 - 제임스 워커 역
- 메건 수리 - 비나 역
- 마이클 세고비아 - 에인절 역
- 로런 B. 모즐리 - 레이철 페이지 / 버니 케이크 역
- 트레이시 빌라 - 고메스 형사 역